# Bob Sinclar
Christophe Le Friant (Bois-Colombes, Francia; 10 de mayo de 1969), conocido por su nombre artístico Bob Sinclar, es un DJ, remezclador y productor discográfico francés del llamado género French touch, subgénero musical nacido de la música house y el dancehall. Es copropietario (junto a DJ Yellow) del sello discográfico «Yellow Productions». 
Ha logrado alcanzar la popularidad a nivel mundial con sus temas "Love Generation" y "World, Hold On" de su álbum Western Dream (2006). Los temas son cantados por Gary Nesta Pine en "Love Generation" y Steve Edwards en "World Hold On". Su mejor desempeño en las listas se registró en 2011, cuando llegó a ubicarse en el número 33.

## Biografía
Sinclar comenzó su carrera como DJ cuando tenía 18 años de edad, con el nombre de Chris The French Kiss. Su primer éxito fue "Gym Tonic", que fue coproducido por Thomas Bangalter de Daft Punk, y cuyo coro fue sacado de un video de ejercicios de Jane Fonda. Pero no fue hasta 2005 cuando alcanzó su mayor éxito con su tema "Love Generation", que llegó a los primeros puestos de las listas de popularidad de todo el mundo, además de ser una de las canciones oficiales de la Copa Mundial de Fútbol 2006. Sus siguientes sencillos, "World, Hold On" y "Rock This Party (Everybody Dance Now)", también llegaron al top 10 de muchos países.
Además, creó el proyecto Africanism, donde varios artistas (David Guetta, Tim Deluxe, Joachim Garraud, Dennis Ferrer, Martin Solveig, entre otros) produjeron música house con una combinación de sonidos latinos, techno, tribales y de jazz.
En 2009 Bob Sinclar edita "Lala Song" con The Sugarhill Gang y vuelve a producir música house con nuevo material discográfico con el álbum Born in 69.
En 2011 realizó junto a la diva italiana Raffaella Carrà una nueva versión de su clásico de los años 70 "A far l'amore comincia tu", renombrado como: "Far l'amore (Making Love)", de gran éxito a nivel comercial. Fue incluido en su álbum Disco Crash, lanzado en 2012, del que se desprende sencillos como "Rock the Boat" y "F*** With You". En 2013, lanzó Paris By Night (A Parisian Musical Experience). En este álbum vuelve a sus raíces houseras, clara muestra de esto lo son sencillos como "Cinderella (She Said Her Name)" y "Summer Moonlight".
En 2014 publicó su sencillo "Back Again" en el sello Toolroom Records. Entre 2016 y 2017 edita una serie de tracks en el conocido sello Spinnin' Records y en la subsidiaria SPRS: "Move Right" (con Robbie Rivera), "Someone Who Needs Me", "Burning" (con Daddy's Groove), "Stand Up" y "Til The Sun Rise Up" (con Akon). Junto al dúo italiano de house The Cube Guys, remixó los tracks "Watermät feat. Kelli-Leigh - Won't Stop" y "Blaze feat. Palmer Brown - Do You Remember House?".
En 2019 lanzó su colaboración con Robbie Williams, "Electrico Romantico".
En 2021 editó una nueva versión de su track "Love Generation" cantada por Masaka Kids Africana

## Discografía

### Álbumes
- A Finest Fusion Of Black Tempo (1994), como Yellow Productions.
- Ritmo Brasileiro (1994), como Reminiscence Quartet.
- Psycodelico (1995), como Reminiscence Quartet.
- La Vague Sensorielle (1995), como The Mighty Bop.
- The Mighty Bop Meets DJ Cam & La Funk Mob (1995), como The Mighty Bop, con DJ Cam and La Funk Mob.
- Autres Voix, Autres Blues (1996), como The Mighty Bop.
- Paradise (1998), como Bob Sinclar.
- More Psycodelico (1999), como Reminiscence Quartet.
- Champs Elysées (2000), como Bob Sinclar.
- Spin My Hits (2000), como The Mighty Bop.
- Potato studios. I (2001), como Africanism.
- The Mighty Bop (2002), como The Mighty Bop.
- III (2003), como Bob Sinclar.
- Africanism Allstars Vol. II (2004), como Africanism.
- Enjoy (2004), como Bob Sinclar.
- Africanism Allstars Vol. III (2005), como Africanism.
- Western Dream (2006), como Bob Sinclar.
- Soundz of Freedom (2007), como Bob Sinclar.
- Born in 69 (2009) como Bob Sinclar.
- Made in Jamaica (2010) como Bob Sinclar.
- The Best Of (2011) como Bob Sinclar.
- Disco Crash (2012) como Bob Sinclar.
- Paris by Night (2013) como Bob Sinclar.
- Soundz Of Freedom (My Ultimate Summer Of Love Mix) (2020) como Bob Sinclar.[14]

## Ranking DJmag
| DJ          | 2006 | 2007 | 2008 | 2009 | 2010 | 2011 | 2012 | 2013 |
| ----------- | ---- | ---- | ---- | ---- | ---- | ---- | ---- | ---- |
| Bob Sinclar | 51°  | 63°  | 40°  | 35°  | 38°  | 33°  | 94°  | 88°  |